# Magu Mjini
Magu Mjini è una circoscrizione urbana (urban ward) della Tanzania situata nel distretto di Magu, regione di Mwanza. Conta una popolazione di 23 822 abitanti (censimento 2012).